# Weinrebenkapelle

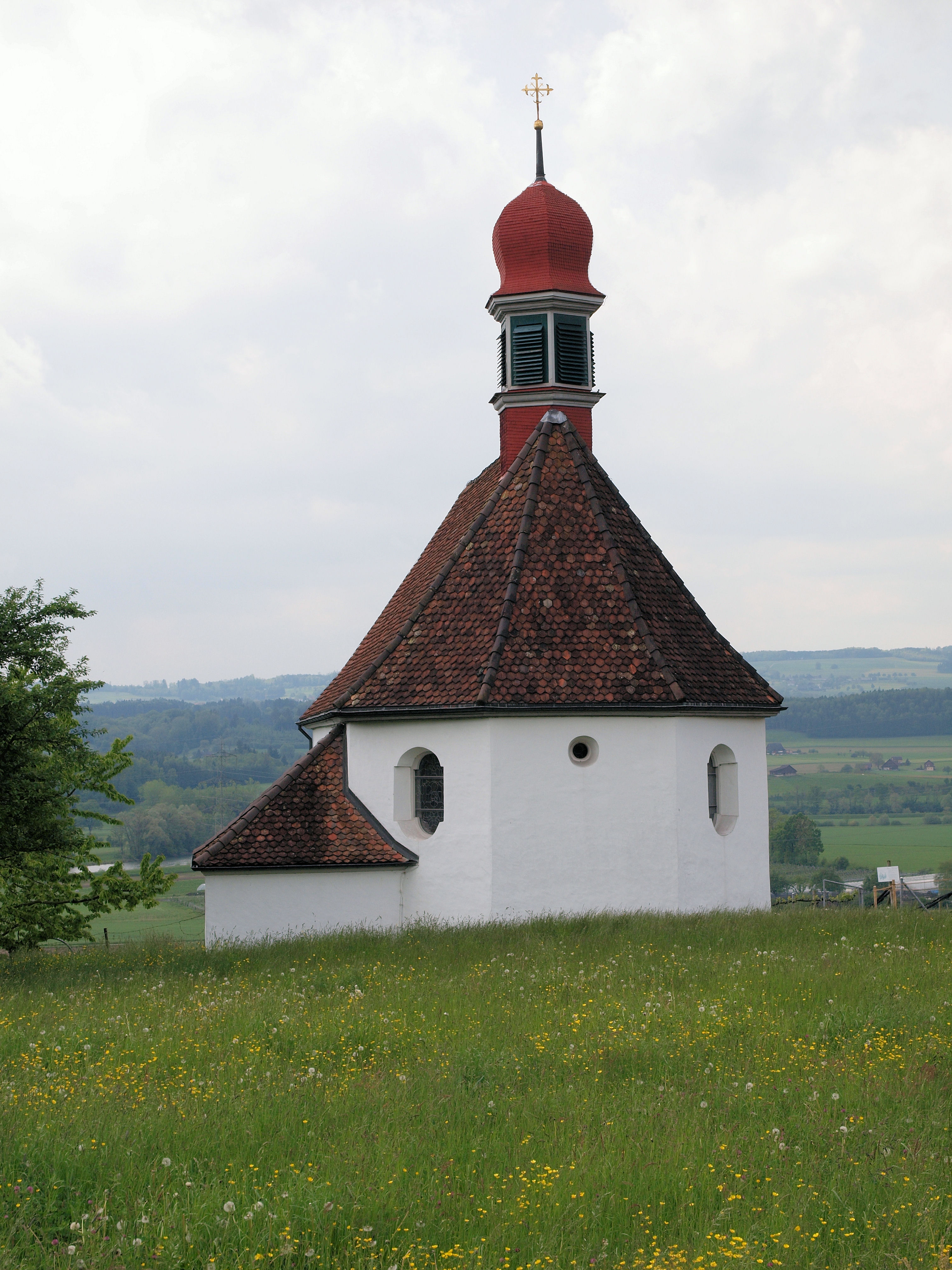
Die Weinrebenkapelle

Die Weinrebenkapelle befindet sich in Hünenberg im Kanton Zug. Die Kapelle wurde um 1770 erbaut und steht heute unter Denkmalschutz.  13 Hünenberger Familien sind an ihr als privater Kapelle beteiligt.

## Lage
Die Kapelle befindet sich im Dorf westlich der Pfarrkirche, unmittelbar an der Hangkante zur Reussebene in unmittelbarer Nähe eines kleinen Rebgebiets, womit sich auch der Name der Kapelle erklären lässt.

## Geschichte
Vor 1760 stand am Platz der heutigen Kapelle ein Kreuz, welches im Jahr 1760 während eines Sturmes stark beschädigt wurde. Daher wurde beschlossen, es gegen ein Kapellchen zu ersetzen. Das kleine Kapellchen war 1762 vollendet und beherbergte eine Kopie des Bildes der Muttergottes von Genazzano.

Schon 1768 beschloss man, das Kapellchen durch eine grössere Kapelle zu ersetzen. Im Jahr 1769 vergab man die Maurer- und Steinmetzarbeiten für den Neubau an die Brüder Jophanes Baltasar Degen und Lukas Degen. Der Rohbau war 1770 vollendet, die Innenausstattung 1771. Ab 1764 gab es neben der Kapelle für einige Jahre eine Klausnerei.

1871 wurde die Kapelle anlässlich der Jahrhundertfeier renoviert, 1897 das hölzerne Chorgitter durch ein eisernes ersetzt, welches allerdings  nicht mehr existiert. Dem Einbau der farbigen Fenster 1897 folgten 1898 die Restaurierung des Chorbogenbildes sowie die Neuanfertigung der beiden Seitenaltarbilder.  Zwischen 1924 und 1925 fand eine erneute Innenrestaurierung statt, weitere Restaurierungsarbeiten in den Jahren 1976 und 1987.  Die  seitlich angebaute Sakristei wurde 1924 abgerissen und durch einen grösseren Anbau ersetzt.

## Bauwerk

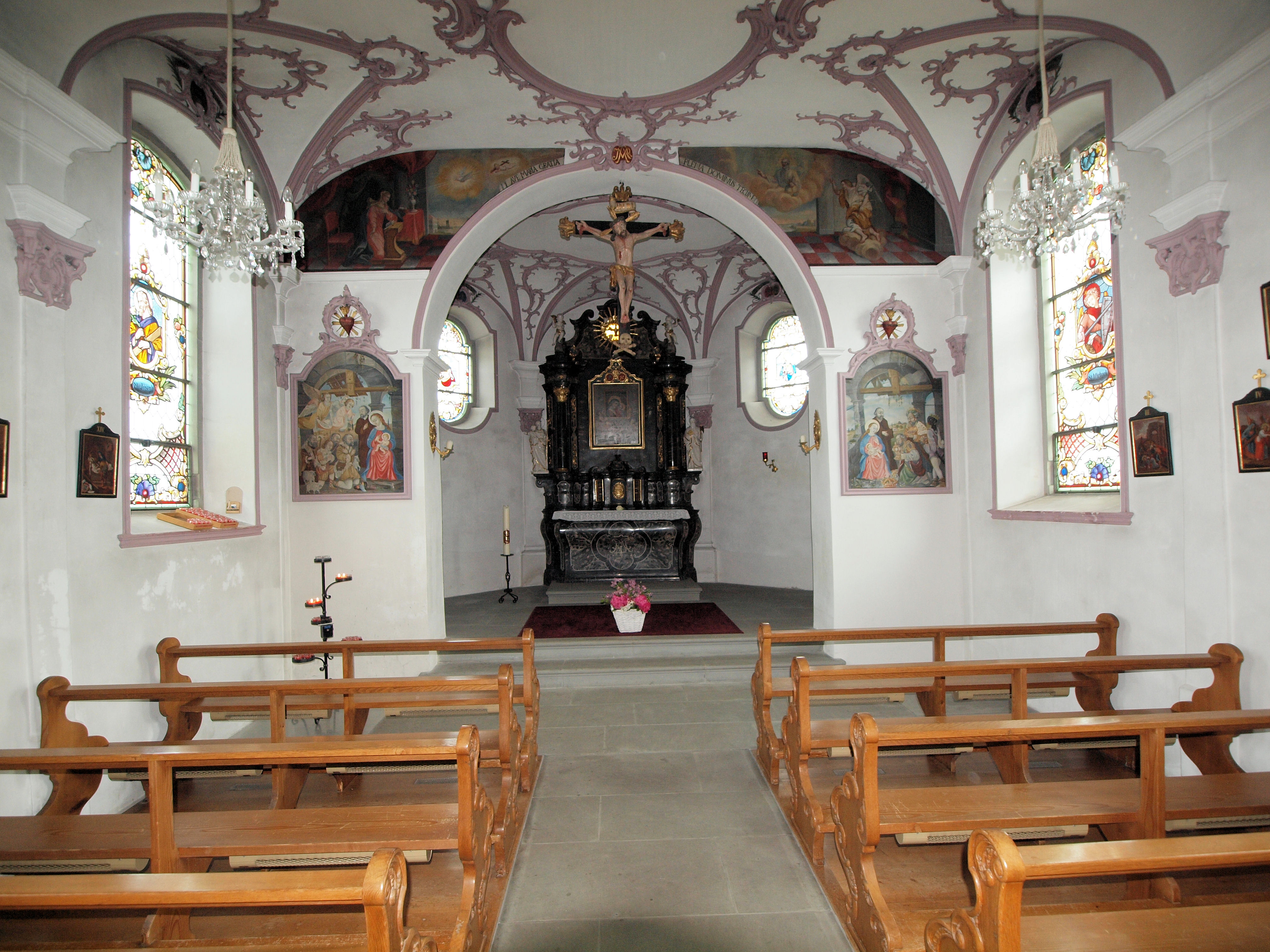
Innenraum der Weinrebenkapelle. Blick auf den Chor

Das Bauwerk besteht aus einem zweiachsigen Schiff mit nicht eingezogenem Chor mit dreiachtel Abschluss. Der Chorboden ist gegenüber dem Schiff um zwei Stufen erhöht. Auf dem Satteldach befindet sich ein sechsseitiger Dachreiter mit Haube. Das Schiff besitzt beidseitig je zwei stichbogige Fenster. In den Diagonalseiten des Chors befinden sich je ein aufrecht stehendes Ovalfenster sowie ein rechteckiges Fenster mit oben und unter angesetzten eingezogenen Halbkreisen.
An der Westwand befindet sich über dem Haupteingang ein von zwei Säulen getragenes Vorzeichen mit Walmdach. Das rechteckige Portal besteht aus einer Sandsteingliederung mit Ohrenrahmen und gebauchtem Fries mit dem Datum 1771. Der Segmentgiebel ist abgebrochen. Vom stilistischen Alter her wird angenommen, dass das Portal hierher versetzt wurde und keine Neuanfertigung ist.
Das Schiff besitzt eine flache Decke mit breiten Hohlkehlen an der Längsseite, in die die geraden Stichkappen einschneiden.

## Innenausstattung

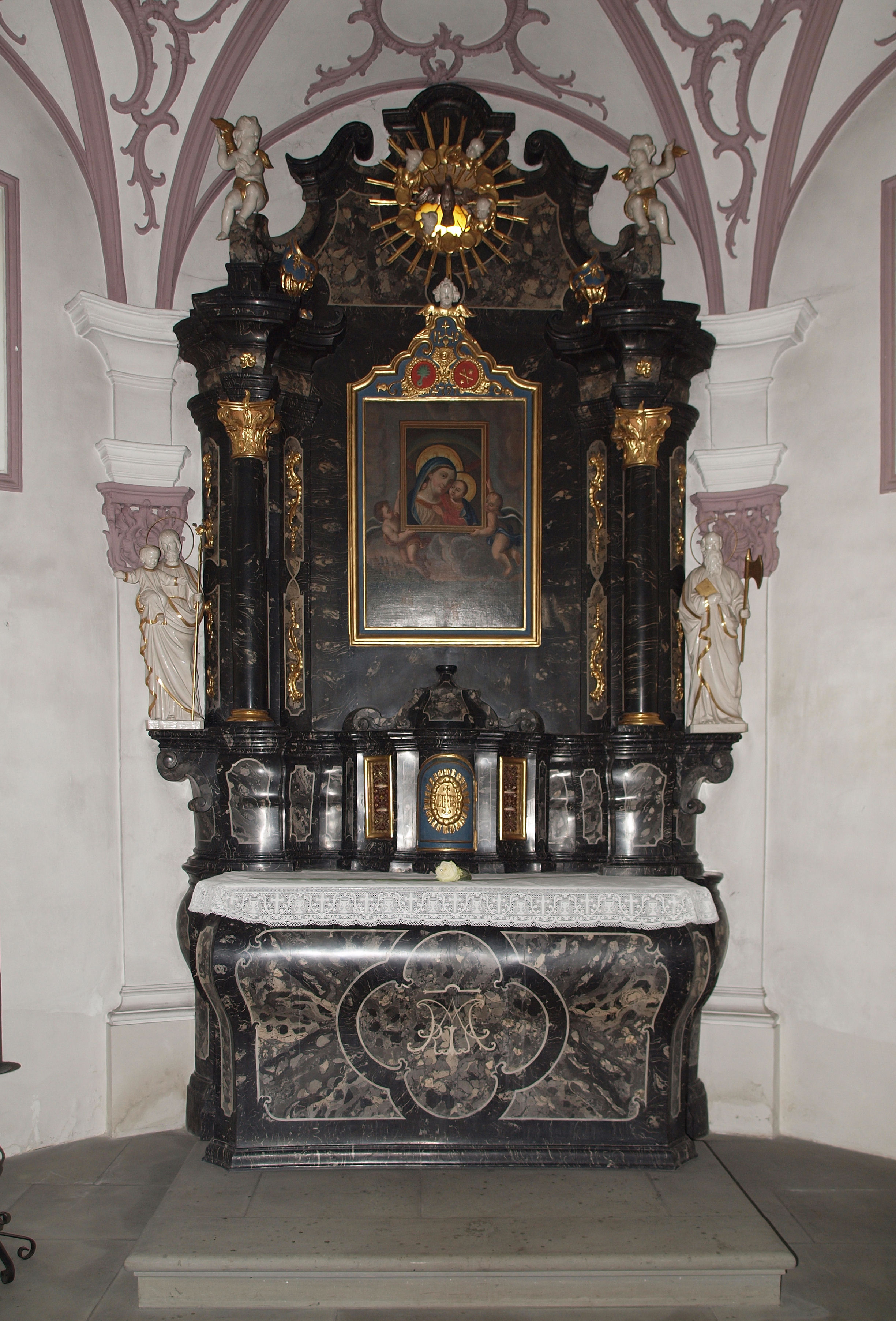
Der Hauptaltar

Beidseits des Chorbogens befindet sich das Chorbogenbild von 1772. Das Gemälde zeigt Maria Verkündigung und Heimsuchung. Es ist auf Leinwand gemalt und zeigt auf der Rückseite eine ausführliche Stifterinschrift.
Der Hauptaltar ist ein durch zwei Säulen gegliederter Rokokoaltar, bestehend aus Marmor und marmoriertem Holz. Es ist kein Meister am Altar verzeichnet, eine eindeutige Zuordnung ist daher nicht möglich. Der Altar stammt aber mit grösster Wahrscheinlichkeit von einem zu der Zeit in Baar und Frauental tätigen Tiroler Meister und beherbergt das 1762 für die erste Kapelle gestiftete Bild. Auf dem Rahmen findet sich das Datum 1797 und das Allianzwappen Baumgartner-Lutzinger. Seitlich neben den Säulen stehen die beiden Statuen des St. Josepf und St. Mathias, die heute durch Kopien ersetzt sind (Originale sind erhalten). Über den Säulen sind zwei Putten angebracht, dazwischen befindet sich der geschweifte Giebel mit einem Okulus mit Wolken und Strahlenkranz sowie die Heilig-Geist-Taube. Das Okulus wird durch ein rundes Fenster hinterleuchtet.
Das Altarhauptbild zeigt, wie zwei Engel das Gnadenbild der Muttergottes von Genazzano über das Meer tragen. Auf der Rückseite der Kopie findet sich ein ausführlicher Bericht über die Stiftung und die Herstellung in Italien. 
Anstelle von Seitenaltären besitzt die Kapelle Seitenbilder aus dem Jahr 1898. Diese stammen vom Maler Fischer. 
Im Chorbogen befindet sich ein Kruzifix. Die Figur wurde von Hans Peter Bütler geschnitzt.
Auf beiden Seiten ist ein Kreuzweg aus bemalten Holztafeln aus der Bauzeit der Kapelle angebracht. Unter der Empore im Innenraum befinden sich einige Votenbilder, das älteste aus dem Jahr 1761.